# Tweede Taiwancrisis
De Tweede Taiwancrisis was een gewapend conflict tussen communistisch China op het vasteland en nationalistisch China op het eiland Taiwan van augustus tot oktober 1958. Het was in feite de hervatting van de Eerste Taiwancrisis van 1954-55 en een uitloper van de Chinese Burgeroorlog (1927-1950). Net als enkele jaren tevoren draaide het conflict om de eilanden die vlak voor de Chinese kust lagen en in handen van Taiwan waren.

## Na de eerste crisis
In april 1955 had de Volksrepubliek China een staakt-het-vuren en gesprekken op ambassadeursniveau met de Verenigde Staten gevraagd, en daarmee een einde gemaakt aan een maandenlang conflict met Taiwan. Begin 1958 stuurden de VS niet langer hun ambassadeur, maar een vertegenwoordiger naar de gesprekken met de Volksrepubliek in Genève. Op 30 juni 1958 eiste de Volksrepubliek dat opnieuw de ambassadeur zou komen. Indien dit niet gebeurde, zou men ervan uitgaan dat de VS de gesprekken hadden stopgezet. De VS lieten het Chinese ultimatum verstrijken alvorens hun Poolse ambassadeur in het veld te sturen, maar vanuit China werd hier niet meer op gereageerd.
Daarnaast was men in Peking en Moskou niet benaderd over het Amerikaanse ingrijpen in Libanon die zomer, toen de pro-westerse regering van dat land wankelde omdat Libanese moslims het land wilden aansluiten bij de nieuwe Verenigde Arabische Republiek, en de Britse soldaten die de positie van de Jordaanse koning kwamen versterken.
Op 31 juli nog bracht Sovjet-leider Nikita Chroesjtsjov een bezoek aan China, maar in het communiqué achteraf was geen sprake van Taiwan. Op 8 september schreef Chroesjtsjov wel aan de Amerikaanse president Eisenhower dat de kwestie een interne aangelegenheid van China was en dat een aanval op China als een aanval op de Sovjet-Unie zou worden gezien.
Intussen werd ook het defensieverdrag tussen Taiwan en de VS geconcretiseerd. Taiwan kreeg onder meer Matador-kruisvluchtwapens en houwitsers geleverd. De Sovjet-Unie liep toen nog achterop in de ontwikkeling van raketwapens en kon de Volksrepubliek nog geen gelijkwaardige wapens bezorgen.

## Motieven van de Volksrepubliek

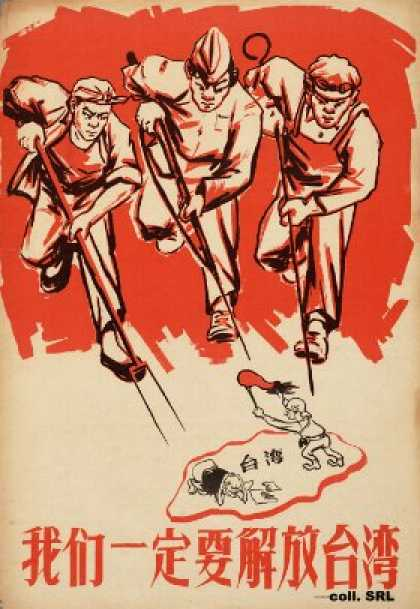
Een Chinese propagandaposter voor de "bevrijding" van Taiwan.

1958 was een scharnierjaar voor China. Het communistisch bewind had zich op het vasteland geworteld, maar de burgeroorlog tegen de Kwomintang, nu teruggetrokken op Taiwan, was eigenlijk nog niet gewonnen.
- Na de eerdere Taiwancrisis was in 1955 beslist de hereniging met Taiwan voortaan op vreedzame wijze na te streven, naar de Vijf Principes van Vreedzame co-existentie. Dat leidde niet tot resultaten en men ging opnieuw over op een harde lijn jegens Taiwan, maar ook Tibet en Japan.
- De Volksrepubliek bleek levensvatbaar, maar had een grote economische achterstand. Daarom werd de "Grote Sprong Voorwaarts" gelanceerd die het land tot een economische grootmacht moest maken. Gedacht werd dat de hoop van de Kwomintang om het vasteland ooit nog in te nemen nu wel moest vervagen.
- Men geloofde dat technologische ontwikkelingen in de Sovjet-Unie – zoals de spoetniksatellieten en intercontinentale raketten – de machtsbalans in de wereld in het voordeel van het communistisch blok zou doen overslaan, waardoor de VS minder geneigd zouden zijn hun overzeese belangen te verdedigen. In propaganda werd de VS een "papieren tijger" genoemd. Men wilde daarom een agressievere houding aannemen tegenover het Westen.
- De relaties tussen China en de Sovjet-Unie waren evenwel aan het verslechteren — in 1961 zou het tot een breuk komen. Als het Westen daarachter kwam zouden zij eerder kernwapens durven gebruiken tegen China, omdat een tegenaanval vanuit de Sovjet-Unie onwaarschijnlijker werd.
- China vreesde daardoor ook op termijn niet meer over moderne wapens te beschikken, terwijl de VS die wel zou blijven leveren aan Taiwan. Als men wilde afrekenen met de Kwomintang mocht er dus niet te lang meer getalmd worden.
- Men wilde af van de Verenigde Staten als grootmacht in Azië, de eigen militaire macht tonen en zo de landen in de regio in de eigen invloedssfeer brengen. Een directe aanval op Taiwan was echter te riskant, en dus werd druk gezet op de kusteilanden om te zien hoe de VS zouden reageren.
- Men hoopte ook dat de inname van Kinmen, dat door een grote legermacht werd verdedigd, een zware klap zou zijn voor Taiwan, en zou leiden tot demoralisatie, het afzetten van Chiang Kai-shek en uitmonden in een akkoord tussen de nieuwe leiding en China. De Kwomintang-leiders kregen al voor de crisis het aanbod om terug aan te sluiten bij China. Chiang Kai-shek zou dan gouverneur van Taiwan kunnen worden en een positie binnen het communistische regime krijgen. De artilleriebeschietingen en zeeblokkade van Kinmen waren bedoeld om de eilanden tot overgave te dwingen. Daarbij werd ook ingezet op de hoop dat de Verenigde Staten Kinmen zouden opgeven of de Kwomintang dwingen zich terug te trekken.

## Een nieuwe crisis in de maak

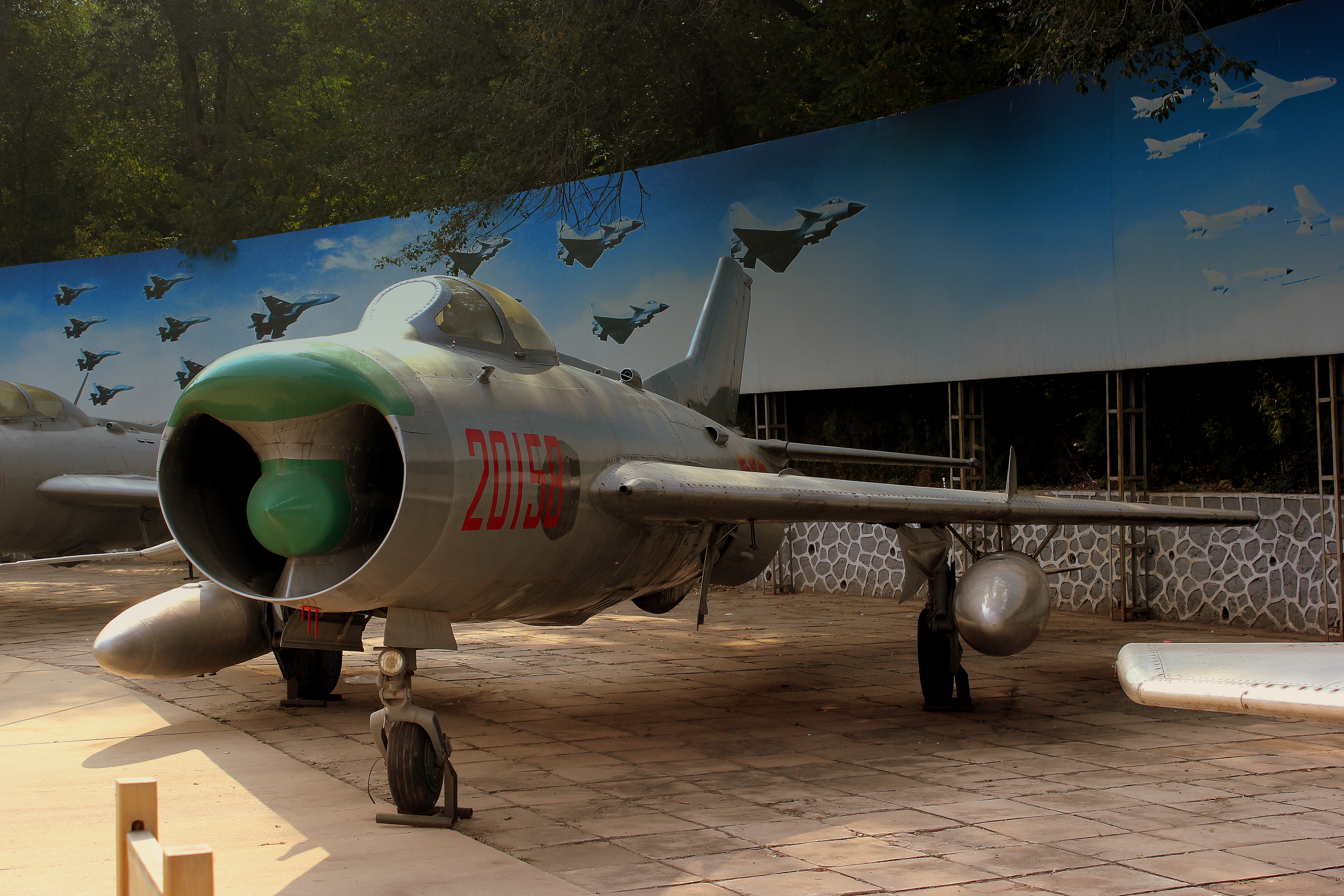
Een Chinese MiG-17 tentoongesteld in een luchtvaartmuseum in Peking.

In juli 1958 werd verhoogde militaire activiteit opgemerkt in de provincie Fujian, tegenover Taiwan. Begin augustus was het voor Taiwan en de VS duidelijk dat er opnieuw een crisis in de maak was. De militaire balans was in het voordeel van de Volksrepubliek, die met een groot aantal troepen, boten en MiG's het overwicht had en in staat werd geacht Kinmen en Matsu in te nemen. De Verenigde Staten zouden dat enkel met de inzet van kernwapens kunnen verhinderen. In augustus werd door verkenningsvluchten duidelijk dat de Chinese luchtmacht verschillende vliegvelden vlak bij Taiwan in gebruik had genomen. Daarmee hadden ze de mogelijkheden voor de Taiwanese luchtmacht om over het vasteland te vliegen sterk ingeperkt. Ook hadden Chinese vliegtuigen voor het eerst sinds 1955 de eilanden overvlogen. Kwomintang-leider Chiang Kai-shek had gezegd dat Taiwan gedwongen zou zijn deze vliegvelden te bombarderen, maar onder Amerikaanse druk werd geen actie ondernomen tegen het vasteland.
Op 29 juli werden vier Taiwanese F-84's op fotoverkenning aangevallen door vier Chinese MiG-17's. Twee F-84's werden daarbij neergeschoten; het eerste wapenfeit van de crisis. Tot halfweg augustus vonden nog verschillende confrontaties plaats in de lucht. In de derde week van augustus waren er echter luchtgevechten noch overvluchten noch artilleriebeschietingen. Op 6 augustus riep Taiwan de noodtoestand uit en werden niet-militaire bezoekers op Kinmen en Matsu geëvacueerd. Het land vroeg dat de VS publiekelijk zou verklaren de eilanden te verdedigen om zo een invasie te voorkomen. Het vroeg ook om toestemming om de Chinese vliegvelden te bombarderen, maar die werd geweigerd.
Op 3 augustus stationeerde de VS honderd F-100's op Taiwan en twee dagen later werd een marinegevechtsgroep naar de regio gestuurd. Ook kreeg Taiwan de nieuwe Sidewinder-lucht-luchtraket geleverd voor gebruik met hun nieuwe F-86's. Op Guam werd een smaldeel B-47's klaargehouden om indien nodig kernbommen af te werpen op de Chinese vliegvelden. Verder was men er in de Verenigde Staten nog altijd niet uit over hoever men zou gaan om de kusteilanden te verdedigen. Het verdrag met Taiwan behandelde immers slechts Taiwan en de Pescadores.

## Het begin van de crisis

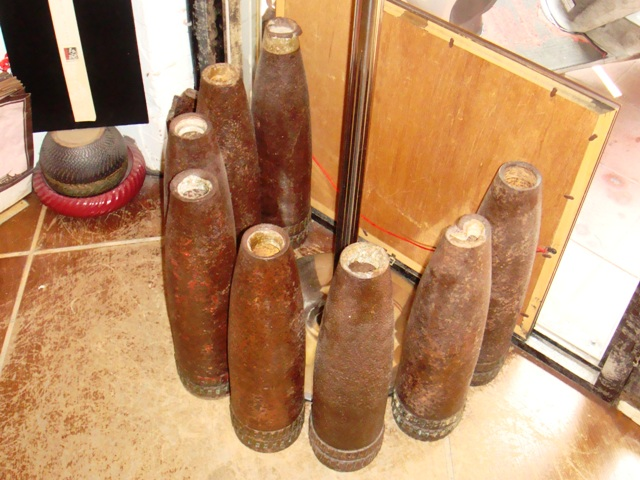
Artilleriegranaten die vanaf het vasteland op Kinmen werden afgevuurd. In totaal werden tijdens de crisis zo'n 450.000 granaten op Kinmen geschoten, en zo'n 60.000 vanop Kinmen op het vasteland. Vandaag de dag wordt het metaal ervan gebruikt om keukenmessen te maken die door toeristen vaak als souvenir worden gekocht.

Op 23 augustus 1958 om 18:30 UTC+8 begon de Volksrepubliek China een grootschalig artilleriebombardement op Kinmen. Op dat moment werd net Minister van Defensie Yu Ta-wei ontvangen op het militaire hoofdkwartier. Die eerste dag werden zo'n 40.000 granaten afgevuurd op de eilanden. Ook blokkeerden schepen de bevoorrading van Kinmen en Matsu en vielen Taiwanese marineschepen aan. Op die manier wilde China de bevoorrading van de eilanden afsnijden om ze zo op de knieën te krijgen. Er werden verder achttien granaten op Matsu afgevuurd; de enige op deze eilanden gedurende de crisis.
Op 24 augustus gooiden acht MiG's bommen op Kinmen; het enige bombardement gedurende de crisis. In de lucht domineerde de Taiwanese luchtmacht, gesteund door de Amerikaanse en voorzien van raketten. De VS versterkten hun troepen in de regio met twee marinegevechtsgroepen en gevechtsvliegtuigen werden van Japan naar Taiwan overgeplaatst. Er werd besloten dat de Kinmen en Matsu zouden worden verdedigd, al bleef men daar in het openbaar bewust vaag over. Taiwan van zijn kant bleef terughoudend en zou de VS raadplegen alvorens aan te vallen. Er werd wel teruggevuurd, maar veel minder dan China vuurde. Men vroeg wel dat de Amerikaanse zevende vloot zou tussenkomen om de eilanden bereikbaar te houden. De Taiwanese troepen konden de eilanden anders maar een paar weken houden, waarna ze gemakkelijk door het Volksbevrijdingsleger konden worden ingenomen.
Chiang Kai-shek vroeg steun aan de Amerikaanse president. De VS verscheepte twaalf zware twintig centimeter-houwitsers om de Chinese artillerieposities te bestoken met hoogexplosieve granaten. Het zou ook mee instaan voor de luchtverdediging van Taiwan en bevoorradingsschepen escorteren tot drie mijlen van Kinmen – om niet de indruk te geven dat de VS Kinmen zou verdedigen – om de blokkade te breken. In geval van luchtaanvallen op de eilanden mocht Taiwan ook de Chinese bases aanvallen. In het andere geval werd bombarderen op het vasteland uitgesloten om escalatie te voorkomen. De Amerikaanse vloot in de Straat van Taiwan werd gevoelig versterkt en schepen en vliegtuigen patrouilleerden in het gebied. Ook had de Amerikaanse regering op 24 augustus gezegd dat de kusteilanden van belang waren om Taiwan te verdedigen, wat aangaf dat de VS ze gewapenderhand mee zou verdedigen. Gehoopt werd dat dat op zich voldoende was om een aanval af te wenden. Indien niet werd gedacht aan het inzetten van kernwapens tegen militaire doelwitten op het Chinese vasteland.
Op 1 september vond het grootste gevecht plaats toen de Kwomintang probeerden Kinmen te bevoorraden. De dagen daarop werden nog verschillende mislukte pogingen ondernomen om de eilanden te bevoorraden. Op 4 september kondigde China aan zijn territoriale wateren uit te breiden tot twaalf zeemijlen, met inbegrip van alle kusteilanden en Taiwan. De dag voordien had het land zijn steun betuigd aan IJsland, dat hetzelfde had gedaan en daardoor in conflict was geraakt met het Verenigd Koninkrijk. De aanwezigheid van Amerikaanse schepen kon daardoor worden beschouwd als een inbreuk op China's soevereiniteit. De VS wees de uitbreiding echter van de hand, terwijl de Sovjet-Unie ze wel erkende.

## Verandering van strategie
Intussen probeerde de VS de gesprekken met China te hervatten. Op 6 september deed ook de Chinese premier Zhou Enlai hier een aanbod toe, maar hij maakte meteen duidelijk dat een mogelijke oorlog daarmee niet van de baan was, gezien de vanuit Chinees standpunt illegale Amerikaanse aanwezigheid op Taiwan. Daarmee veranderde China, voor wie nu duidelijk was dat de VS de eilanden wel degelijk zouden verdedigen, van strategie. Het wilde immers vermijden met de Verenigde Staten in oorlog te raken, daar de VS dan mogelijk kernwapens zou inzetten.
Beide partijen zagen de gesprekken echter als een tactisch manoeuvre van de andere. De eerste week van september stopte China de beschietingen, naar eigen zeggen om de troepen op Kinmen de kans te geven zich te bezinnen, tot de Amerikaanse escortes aan de bevoorradingsboten begonnen.

## De verlengde blokkade
Het eerste konvooi bestond uit twee Taiwanese landingsschepen en een Amerikaanse kruiser en drie torpedobootjagers. 300 ton goederen werd in de vroege ochtend op 7 september ongehinderd op Kinmen aan land gebracht. Op 8 september was het de Chinezen duidelijk dat de Amerikaanse escorteschepen drie mijlen van de eilanden zouden blijven, en de landingsschepen werden op het strand door de Chinese artillerie onder vuur genomen en moesten zich terugtrekken. De meeste van de 53.000 granaten die die dag werden afgevuurd waren gericht op het vliegveld, de haven en het hoofdkwartier. Daarmee waren de artilleriebeschietingen hervat, en dat zou nog heel september blijven duren. Boten werden niet meer ingezet, om te vermijden dat het tot een oorlog met de VS kwam. De bevoorrading over zee was moeilijk geworden, maar kon wel gewoon blijven doorgaan vanuit de lucht. Op 6 oktober rond 23:00 werd de laatste granaat afgevuurd.
Op 16 september vlogen Taiwanese toestellen voor het eerst sinds het uitbreken van de crisis weer boven het vasteland, voor een verkenningsmissie boven de tegenover Kinmen gelegen havenstad Xiamen. Hierop vonden opnieuw geregeld luchtgevechten plaats tussen Taiwanese F-86's en Chinese MiG's.

## Diplomatieke stellingen
Intussen werd nog steeds onderhandeld over een staakt-het-vuren. China vreesde dat Taiwan Kinmen en Matsu zou moeten afstaan in ruil voor garanties, waardoor de onaanvaardbare twee-China's-situatie zou ontstaan. China's beleid jegens Taiwan was gebaseerd op vier principes waarvan niet zou worden afgeweken:
- Taiwan en de Pescadores waren Chinees grondgebied,
- De communistische regering was de enige Chinese regering,
- De VS moest zich terugtrekken van Taiwan en uit de Straat van Taiwan,
- China en de VS moesten hun geschillen op vreedzame wijze oplossen.

Enkele neutrale landen bereidden een resolutie voor, maar trokken deze weer in toen China verklaarde alle bemiddeling in de kwestie te weigeren. De meeste lidstaten van de Verenigde Naties waren er op dat moment al voorstander van om de Volksrepubliek te laten toetreden en Taiwan onder een VN-mandaat te plaatsen. Om de crisis op te lossen werd gedacht aan het opgeven van de kusteilanden in ruil voor een gegarandeerd status quo voor Taiwan, wat in feite neerkomt op twee China's.
Veel Amerikaanse bondgenoten waren niet opgezet met de Amerikaanse tussenkomst in de Straat van Taiwan en verkozen dat de zaak in overleg zou worden opgelost. Ze waren niet bereid tot militair ingrijpen om Kinmen uit de handen van communistisch China te houden. De landen van de Zuidoost-Aziatische Verdragsorganisatie, met Zuid-Korea op kop, stonden wel achter de VS en zegden hun steun toe om China te "bevrijden".
Ook in de Verenigde Staten zelf was de tegenstand tegen het beleid om de kusteilanden mee te verdedigen groot. De regering stelde echter dat China het niet zou laten bij deze eilanden als het ze kon innemen, waardoor het communistisch blok het westen van de Stille Oceaan zou gaan domineren, wat de VS natuurlijk niet wilden laten gebeuren. Hoewel de Amerikaanse regering het nooit met zoveel woorden wilde zeggen was wel duidelijk dat ze de eilanden mee zou verdedigen.

## Het staakt-het-vuren
Op 6 oktober 1958 kondigde de Volksrepubliek eenzijdig een staakt-het-vuren van zeven dagen af, naar eigen zeggen om humanitaire redenen voor de troepen en burgers op Kinmen die "bij gebrek aan bevoorrading leden onder de honger en koude". Taiwan mocht gedurende die week voorraden aanvoeren, op voorwaarde dat dit zonder Amerikaanse escorte zou gebeuren. Daarnaast werd aangeboden gesprekken te starten om tot een vreedzame oplossing te komen. Op 13 oktober werd het staakt-het-vuren met twee weken verlengd, "om te zien wat de andere partij zou doen". Ook de voorwaarde en het aanbod te onderhandelen werden herhaald.
Allicht staakte men de beschietingen omdat Taiwans bevoorradingsschepen er met Amerikaanse escorte in waren geslaagd Kinmen te bevoorraden. De artilleriebeschietingen waren bedoeld geweest om Kinmen te blokkeren en ze werden stopgezet voor het mislukken daarvan overduidelijk werd. De voorwaarde die daaraan gekoppeld werd was bedoeld om een wig te drijven tussen Taiwan en de VS, daar Chiang Kai-shek zou willen dat de escortes bleven doorgaan terwijl de VS ze zou willen staken, wat ook gebeurde.

## Na de crisis

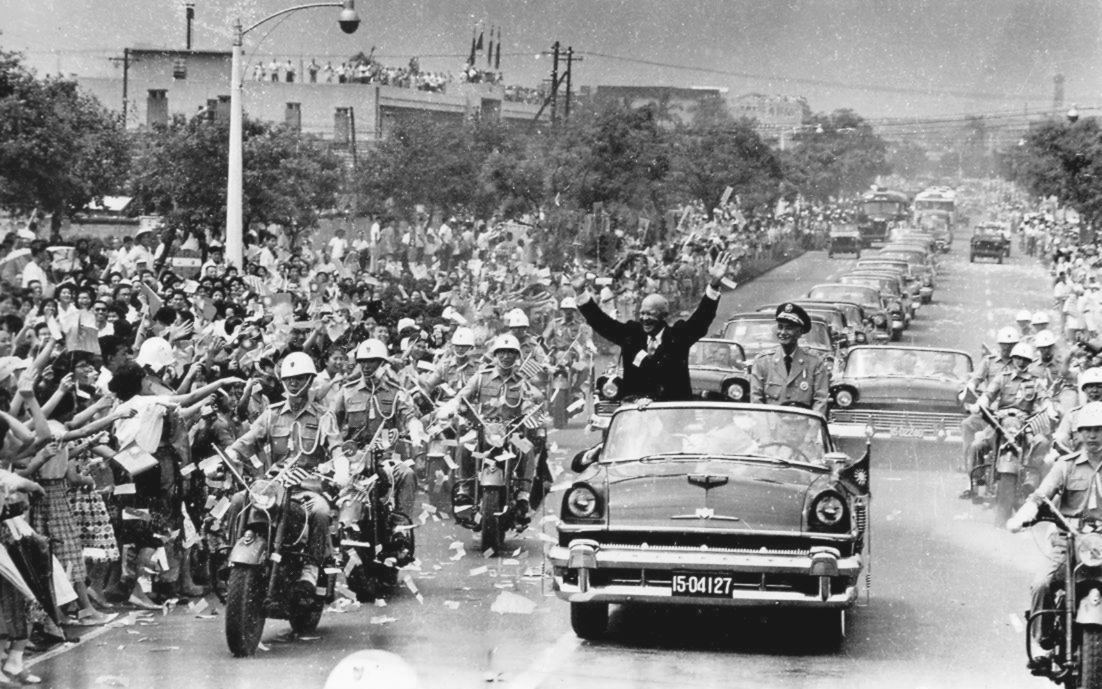
Chiang Kai-shek en Dwight D. Eisenhower bij het bezoek van die laatste aan Taiwan in juni 1960.

Ondanks het staakt-het-vuren beschoten op 8 oktober vier MiG's om een onbekende reden het eilandje Yin-shan. Op 10 oktober was er een luchtgevecht tussen acht F-86's en acht MiG's. Op 18 oktober nam het Volksbevrijdingsleger twee kleine eilandjes, Ta-po en Hsiao-po, zonder verzet in. Op 20 oktober werd de hervatting van de artilleriebeschietingen aangekondigd nadat een Amerikaans schip in Chinese territoriale wateren was gekomen. 13.000 granaten werden afgevuurd op drie bevoorradingsschepen; de beschietingen bleven tot en met de 24e doorgaan. Amerikaanse schepen kregen vanaf de 21e bevel minstens vijftien mijlen van het vasteland en de eilanden te blijven.
Op 25 oktober werd aangekondigd dat op even dagen niet gevuurd zou worden op vliegvelden, stranden en pieren, weer op voorwaarde dat er geen Amerikaanse escortes zouden zijn. Vanaf november werd op even dagen helemaal niet meer gevuurd. Taiwan was allerminst opgezet met deze regeling omdat de Volksrepubliek zo dicteerde wanneer ze hun eilanden konden bevoorraden en wanneer niet. Onder Amerikaanse druk zag Chiang Kai-shek af van bevoorradingen op oneven dagen, te meer omdat duidelijk werd gemaakt dat er dan geen escortes zouden zijn.
Op 17 november kwamen de VS en Taiwan overeen dat in ruil voor bijkomende houwitsers op Kinmen en Matsu het garnizoen op Kinmen met 15.000 manschappen zou worden gereduceerd. Daarmee wilden de VS hun goede wil tonen aan de Volksrepubliek. Het werd ook duidelijk dat de militaire bedreiging over was en de Amerikaanse schepen werden geleidelijk teruggetrokken uit de Straat van Taiwan.
Op 22 april 1962 ontstonden weer spanningen toen Chiang Kai-shek in een toespraak dreigde het vasteland binnen te vallen. Hij riep daarop extra dienstplichtigen op en voerde een belasting in ten voordele van de "terugkeer naar het vasteland". De mogelijkheid dat de Verenigde Staten een inval zou ondersteunen zette de Volksrepubliek ertoe aan troepen samen te trekken in Fujian, tegenover Taiwan. De VS maakte echter duidelijk dat van dergelijke steun geen sprake zou zijn, en tegen 27 juni ging de crisis weer liggen.
De beschietingen heen en weer bleven nog doorgaan tot 1979, toen de Verenigde Staten de Volksrepubliek China diplomatiek erkende. De Amerikaanse steun aan Taiwan verviel daarna tot een minimum, maar bleef wel bestaan; alsook het status quo. Daardoor ontstonden met de tijd toch de facto twee-China's, al blijven beide elkaars grondgebied claimen. Dat de kwestie nog lang niet van de baan is, werd midden jaren 1990 overduidelijk, toen weer een crisis ontstond.